# Dennis Vanendert
Dennis Vanendert, né le 27 juin 1988 à Neerpelt, est un coureur cycliste belge. Il est le frère cadet de Jelle Vanendert et le cousin de Roy Sentjens.

## Biographie

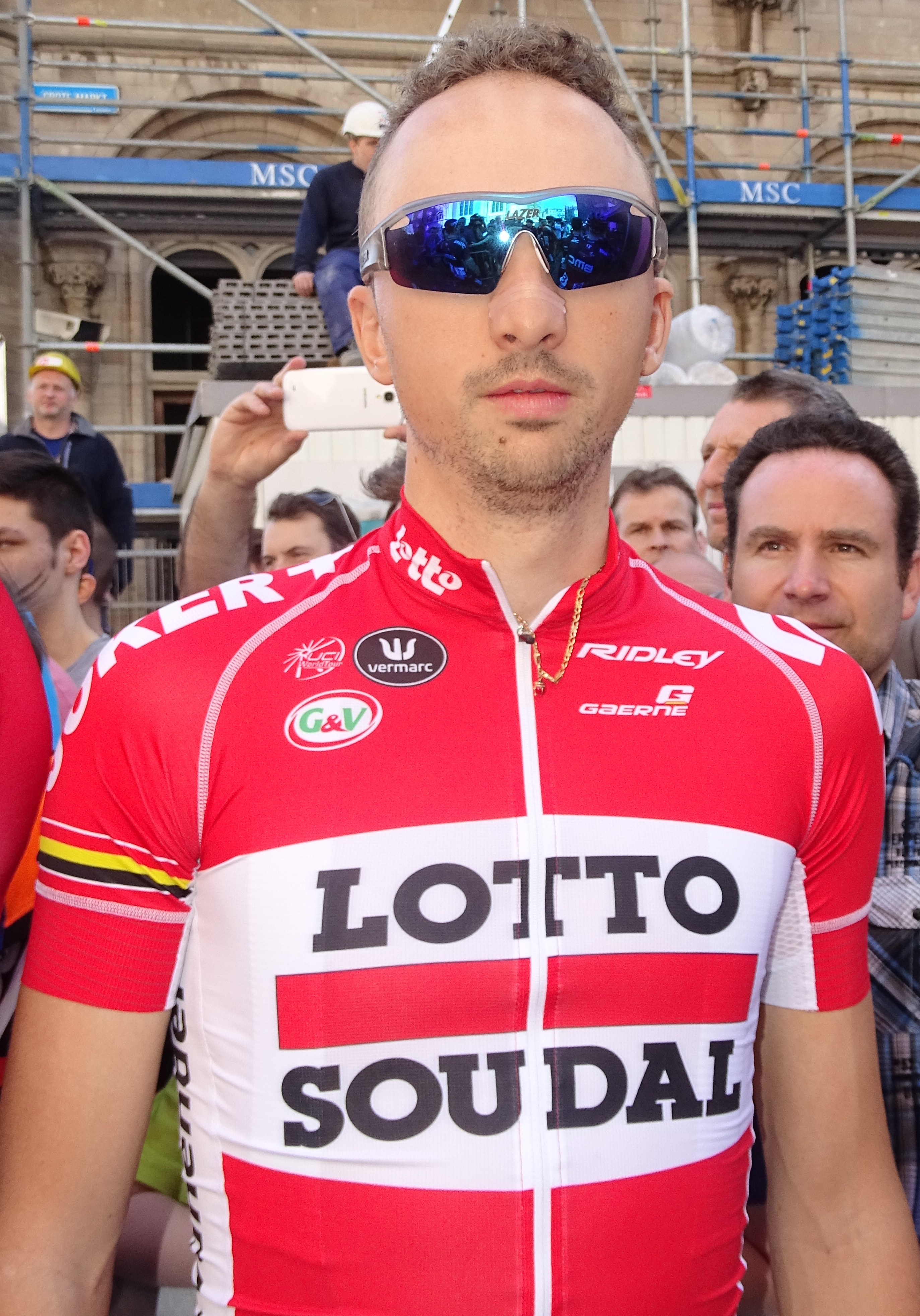
Dennis Vanendert lors du départ de la Flèche brabançonne 2015 à Louvain.

En 2006, Dennis Vanendert est Champion de Belgique de cyclo-cross juniors.
Passé en catégorie espoir (moins de 23 ans) en 2007, il court cette année-là en Italie, au sein de l'équipe Finauto, dirigée par Angelo Citracca et Luca Scinto. En 2008, il revient en Belgique, dans l'équipe Beveren 2000. Il est deuxième de Romsée-Stavelot-Romsée en 2008, troisième de la Beverbeek Classic en 2009
En 2011, n'ayant pu être engagé par l'équipe professionnelle Farnese Vini, créée par Citracca et Scinto, il intègre l'équipe réserve de cette formation, Pisoiese 1930. Il est notamment troisième du Giro del Medio Brenta.
En 2012, il devient coureur professionnel au sein de l'équipe Lotto-Belisol, dans laquelle il rejoint son frère Jelle. Il dispute cette année-là le Tour d'Espagne, son premier grand tour. En 2013, il participe au Tour d'Espagne.
Lors du Tour d'Italie 2014, il quitte la course lors de la quatorzième étape à cause d'une déchirure musculaire contractée sur chute.
À la fin de la saison 2014, le contrat qui le lie à son employeur est prolongé.

## Palmarès sur route

### Par années
- 2005
  - 2e du Tour du Valromey
- 2008
  - 2e de Romsée-Stavelot-Romsée
- 2009
  - 3e de la Beverbeek Classic
- 2011
  - 3e du Giro del Medio Brenta

### Résultats sur les grands tours

#### Tour d'Italie
2 participations
- 2012 : 133e
- 2014 : non-partant (14e étape)

#### Tour d'Espagne
1 participation
- 2013 : 108e

### Classements mondiaux
| Année           | 2009 | 2010 | 2011 | 2012 | 2013 | 2014 | 2015 |
| --------------- | ---- | ---- | ---- | ---- | ---- | ---- | ---- |
| UCI World Tour  |      |      |      | nc   | 222e | nc   | nc   |
| UCI Europe Tour | 645e | 810e | 673e |      |      |      |      |

## Palmarès en cyclo-cross
- 2005-2006
  -  Champion de Belgique de cyclo-cross juniors